# 1700
Доба великих географічних відкриттів •  Перша наукова революція • Річ Посполита •  Запорозька Січ •  Руїна

## Геополітична ситуація
Османську імперію очолює Мустафа II (до 1703). Під владою османського султана перебувають Близький Схід та Єгипет, Середземноморське узбережжя Північної Африки, частина Закавказзя, значні території в Європі: Греція, Болгарія і Сербія. Васалами османів є Волощина та Молдова.
Священна Римська імперія — наймогутніша держава Європи. Її територія охоплює, крім німецьких земель, Угорщину з Хорватією, Трансильванію, Богемію, Північну Італію. Її імператор — Леопольд I Габсбург (до 1705).
На передові позиції в Європі вийшла Франція, на троні якої сидить король-Сонце Людовик XIV (до 1715). Франція має колонії в Північній Америці та Індії.
Помер король Іспанії Габсбург Карл II Зачарований, французький король Людовик XIV прийняв корону на користь свого родича. Королівству Іспанія належать Іспанські Нідерланди, південь Італії, Нова Іспанія, Нова Гранада та Нова Кастилія в Америці, Філіппіни. Королем Португалії є Педру II (до 1706). Португалія має володіння в Бразилії, в Африці, в Індії, в Індійському океані й Індонезії.
Північ Нідерландів займає Республіка Об'єднаних провінцій. Вона має колонії в Північній Америці, Індонезії, на Формозі та на Цейлоні. Король Англії — Вільгельм III Оранський (до 1702). Англія має колонії в Північній Америці, на Карибах та в Індії. Король Данії та Норвегії — Фредерік IV (до 1730), король Швеції — Карл XII (до 1718). На Апеннінському півострові незалежні Венеційська республіка та Папська область. Королем Речі Посполитої обрано Августа II (до 1706). У Московії царює Петро I (до 1725). Першим королем Пруссії став Фрідріх I (до 1713).
Україну розділено по Дніпру між Річчю Посполитою та Московією. Діють два гетьмани: Самійло Самусь (польський протекторат) на Правобережжі, Іван Мазепа (московський протекторат) на Лівобережжі. На півдні України існує Запорозька Січ. Існують Кримське ханство, Ногайська орда.
В Ірані правлять Сефевіди. Значними державами Індостану є Імперія Великих Моголів, в якій править Аурангзеб, Імперія Маратха. В Китаї править Династія Цін. У Японії триває період Едо.

## Події

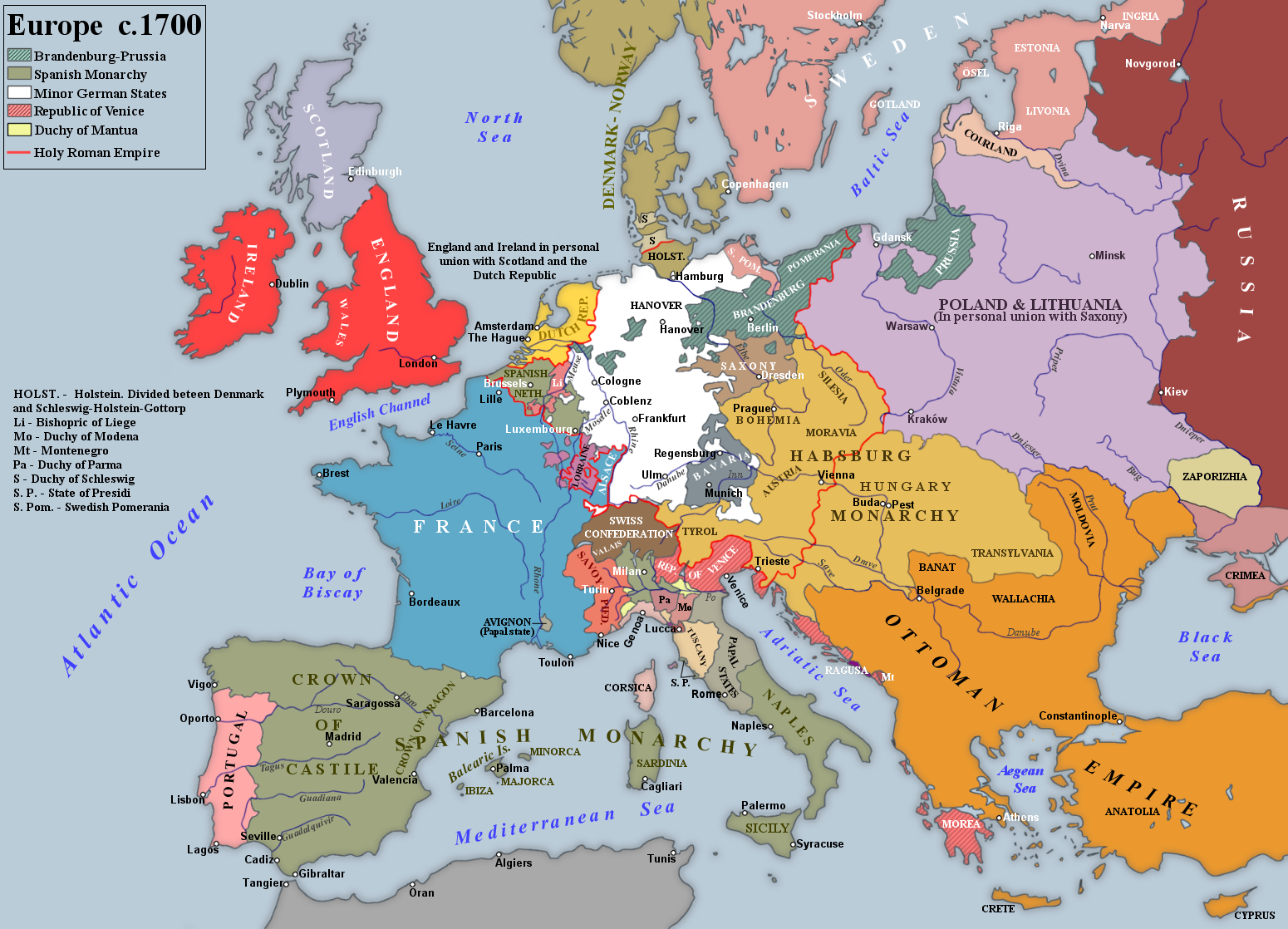
Європа на початку 18-го століття

### В Україні
- Кошовим отаманом Війська Запорозького обрано Герасима Крису.

### У світі
- З 1 січня Московщина перейшла на юліанський календар, відтак Новий рік було перенесено на 1 січня, а 7028 рік від створення світу замінили 1700 роком.
- Протестантські країни Європи, крім Англії, перейшли на грегоріанський календар. Швеція запровадила шведський календар.
- Розпочалася Велика Північна війна, що тривала двадцять один рік.
  - 12 лютого Данія, Польща і Саксонія ввели свої війська на території в німецьких землях і Прибалтиці, що належали на той час шведській короні.
  - Улітку шведський король Карл XII контратакував на острові Зеландія, змусивши Данію до Травендальського миру.
  - 30 серпня московський цар Петро I оголосив війну Швеції.
  - Московські війська взяли в облогу Нарву, однак 30 листопада Карл XII розтрощив їх у битві під Нарвою, здобувши репутацію великого полководця.
- 16 листопада Пруссію — раніше герцогство у складі Священної Римської імперії германської нації — проголошено Прусським королівством.
- У Стамбулі було підписано перемир'я, за умовами якого Росія отримала Азов і припиняла сплачувати данину Кримському ханові.
- Спалахнула громадянська війна в Литві проти засилля родини Сапег.
- Помер іспанський король Карл II Зачарований, останній представник Габсбургів на іспанському троні. Він був хворобливим і не залишив спадкоємців. Боротьба профранцузької та проавстрійської партій при дворі призвела до Війни за іспанську спадщину, що спалахнула наступного року.
- Помер папа Іннокентій XII. Розпочався понтифікат Климента XI.

### Наука і культура
- Вільям Дампір відкрив острів Нова Британія.
- Засновано Прусську академію наук.
- Бернардіно Рамацціні опублікував «Роздуми про працю ремісників», чим заклав основи виробничої гігієни.
- Гатьєн де Куртіль де Сандра опублікував «Мемуари д'Артаньяна».

## Народились
Див. також Категорія:Народились 1700
- Олекса Довбуш (Печеніжин, Коломийський район) — один з ватажків опришків в Карпатах.

## Померли
Див. також Категорія:Померли 1700